# Nacka
Nacka ( ouça a pronúncia) é uma cidade sueca da província histórica de Södermanland, no centro do país.

Tem mais de 25.000 habitantes, e é sede do município de Nacka, pertencente ao condado de Estocolmo. 
Fica a uns 5 km a sudeste do centro da capital Estocolmo, fazendo parte da área metropolitana de Estocolmo (Storstockholm).

## Património
- Biblioteca municipal de Nacka
- Escola secundária Nacka gymnasium
- Hospital local Nacka Närsjukhus
- Piscina Nacka simhall

## Coletividades
- Clube de hóquei no gelo Nacka Hockey